# Gymnopodium ovatifolium
Gymnopodium ovatifolium är en slideväxtart som först beskrevs av Benjamin Lincoln Robinson och Millsp. & Loes., och fick sitt nu gällande namn av Sidney Fay Blake. Gymnopodium ovatifolium ingår i släktet Gymnopodium och familjen slideväxter. Inga underarter finns listade i Catalogue of Life.